# Fanny Blomberg
Fanny Elvira Blomberg, född 14 februari 1860 i Norrköping, död 4 juli 1941 i Oscars församling i Stockholm, var en svensk slöjdlärare och slöjdinspektör.
Fanny Blomberg var dotter till fabrikör Hjalmar Blomberg och Vilhelmina Angelin. Åren 1876–1884 verkade hon som lärare i familjer, 1886–1891 vid flickskolor och 1891–1904 vid småskoleseminarier. 1900–1911 var hon dessutom slöjdlärare vid Linköpings folkskoleseminarium och ledde kurser för lärarinnor i kvinnlig slöjd. Hon var 1905–1922 slöjdinspektris vid Stockholms folkskolor och föreståndare för den pedagogiska och metodiska avdelningen vid Handarbetets vänners och Hulda Lundins högre slöjdseminarium.
Fanny Blomberg utgav tillsammans med Agnes Branting en Märkbok för skola och hem. Hon var ogift.